# Edward Hall
Edward Hall (ook wel Halle, Londen, 1495 of 1498 - 1547) was een Engels jurist en geschiedschrijver.
Hall ontving zijn opleiding aan Eton College en aan het King's College van de Universiteit van Cambridge. Hij werkte als jurist in Londen en was ook parlementslid. 
Hij is vooral bekend gebleven door zijn hoofdwerk, The Union of the Noble and Illustre Famelies of Lancastre and York, gewoonlijk kortweg Hall's Chronicle genoemd. De volledige titel van het boek bevat overigens bijna 100 woorden. Het kwam uit in 1542. Een bijgewerkte editie werd in 1548 verzorgd door de drukker Richard Grafton in 1548 en nogmaals in 1550 op basis van aantekeningen van de auteur. Latere uitgaven dateren van 1809 en 1904.
De 'Chronicle' begint bij de troonsbestijging van Hendrik IV in 1399.
Het beschrijft de strijd tussen de huizen Lancaster en York tijdens de zogeheten Rozenoorlogen. Het werk eindigt, dankzij de bewerkingen van Grafton, met de dood van Hendrik VIII in 1547. Hall beschrijft de politiek van deze koning op positieve toon en toont sympathie voor het protestantisme. Dit beviel koningin Maria I niet en zij verbood het boek dan ook. Dit voorkwam echter niet de hernieuwde uitgave van 1550.
Het werk bevat levendige beschrijvingen van de destijds gebruikelijke ceremoniën en een goede beschrijving van de regeringsperiode van Hendrik VII en Hendrik VIII.
Het is ook van belang omdat William Shakespeare het werk gebruikte als bron voor enkele van zijn historische stukken.